# Оровел
Оровел (арм. հորովել, հոռովել), гутанерг (арм. գութաներգ — «песня плуга») — жанр армянской народной крестьянской песни, которая исполнялась во время пахоты и содержала обращение пахаря к быку. Оровелы также выражали социальный протест жителей села, их чувства и чаяния.

## Происхождение
Название происходит от слова «самый», которое обозначало непаханный слой земли, представляющий собой границу двух полей. Пахарь, стремясь поскорее достичь максимума, связал это слово с восклицанием о! Были и другие варианты хоровела ակց, сокращенно равел, равель, ролл, хорол, хороло և, которые стали типичными восклицаниями плужной песни. Исполнение песни называлось " говорить больше или давать больше ". Название Хоровель обычно используется для обозначения песен пупка и телеги (см. Калерг), которые являются общими для Хоровеля, но имеют свои типы песен.

## Разновидности
Оровелы — это песни, возникшие на ровном месте во время работы, но основанные на традиционно выработанной и освоенной лексике деревенского жителя. Основной материал слов (проза и стих) — труд, хлеб, природа. Возгласы, подражание голосу, содержат элементы молитвы и языческой веры. С точки зрения мелодии хоровели представляют собой близкое сочетание песни и пения настроения. В них ярко выразились высокие способности и творчество крестьянской импровизации. опыта, выявить особенности музыки тех или иных мест (способ эмоционального выражения, ритм произношения и интонации, предпочитаемые выходы). Каждый виток ансамблевого произведения, как правило, находит своё отражение в музыке оровела, представляющей собой фольклорное сочинение большой структуры, состоящее из объединённых самостоятельных (иногда противоположных) разделов: предисловия, постоянно развивающегося оровела, высшей точки развития. և окончание. В зависимости от объёма работы и количества участников пение принимало простую или сложную форму, во втором случае появлялись элементы полифонии (развитого антифона, имитационного полифонизма, многотонального параллельного пения).